# Sceloporus chrysostictus
Sceloporus chrysostictus är en ödleart som beskrevs av  Cope 1866. Sceloporus chrysostictus ingår i släktet Sceloporus och familjen Phrynosomatidae. IUCN kategoriserar arten globalt som livskraftig. Inga underarter finns listade i Catalogue of Life.